# سمعتنا في أزمة
سمعتنا في أزمة هو فيلم كوميدي تم إنتاجه في الولايات المتحدة وصدر في سنة 2015. الفيلم من إخراج ديفيد جوردون جرين وكتابة بيتر ستروجان. من بطولة ساندرا بولوك وبيلي بوب ثورنتون وانتوني ماكي وخواكيم دي ألميدا وآن دود.

## القصة
تدور أحداث الفيلم خلال الانتخابات الرئاسية البوليفية التي جرت في عام 2002، حيث يستقدم أحد المرشحين (بيدرو جالو) مستشارة حملات انتخابية أمريكية بهدف مساعدته على الفوز أمام المرشح المنافس، وتتعرض المستشارة الأمريكية للعديد من العقبات والعوائق التي تصل لحد التهديدات لها منعًا لها من مساعدة هذا المرشح.

## الميزانية والإيرادات
بلغت تكلفة إنتاج الفيلم حوالي 28 مليون دولار بينما حقق إيرادات تقدر بـ 8.5 مليون دولار.

## وصلات خارجية
- سمعتنا في أزمة على موقع IMDb (الإنجليزية)
- سمعتنا في أزمة على موقع ميتاكريتيك (الإنجليزية)
- سمعتنا في أزمة على موقع الموسوعة البريطانية (الإنجليزية)
- سمعتنا في أزمة على موقع روتن توميتوز (الإنجليزية)
- سمعتنا في أزمة على موقع نتفليكس (الإنجليزية)
- سمعتنا في أزمة على موقع قاعدة بيانات الأفلام العربية
- سمعتنا في أزمة على موقع ألو سيني (الفرنسية)
- سمعتنا في أزمة على موقع Turner Classic Movies (الإنجليزية)
- سمعتنا في أزمة على موقع أول موفي (الإنجليزية)
- سمعتنا في أزمة على موقع بوكس أوفيس موجو (الإنجليزية)